# Суперкубок Швейцарии по футболу
Суперкубок Швейцарии по футболу — матч между победителем чемпионата и обладателем Кубка. Первый розыгрыш турнира прошёл в 1986 году, а последний — в 1990.

## Результаты
| Дата           | Победитель  | Проигравший | Результат        | Место                       |
| -------------- | ----------- | ----------- | ---------------- | --------------------------- |
| 3 августа 1986 | Янг Бойз    | Сьон        | 3 — 1            | Стад де Сюисс, Берн         |
| 4 августа 1987 | Ксамакс     | Янг Бойз    | 3 — 0            | Стад ла Маладьер, Нёвшатель |
| 19 июля 1988   | Ксамакс     | Грассхоппер | 2 — 2 5 — 2 пен. | Брюгглифельд, Арау          |
| 17 июня 1989   | Грассхоппер | Люцерн      | 4 — 2            | Стад де Сюисс, Берн         |
| 21 июля 1990   | Ксамакс     | Грассхоппер | 1 — 1 4 — 3 пен. | Хардтурм, Цюрих             |

В 1990 году Грассхоппер выиграл и чемпионат и кубок, поэтому в матче за суперкубок играл против финалиста кубка — Ксамакса.

## Титулы
| Клуб        | Титулы | Год              |
| ----------- | ------ | ---------------- |
| Ксамакс     | 3      | 1987, 1988, 1990 |
| Янг Бойз    | 1      | 1986             |
| Грассхоппер | 1      | 1989             |